# 杨亭站 (庆尚北道)
楊亭站（：／ Yangjeong yeok */?）曾为韩国铁路庆北线上的一个车站，位于庆尚北道尚州市外西面，目前已废止。

## 历史
- 1924年12月1日，落成使用。
- 2006年6月23日，停止使用。